# Кая (народ)
Кая (раніше  каренні , також  червоні карени ) — народ групи каренів тибето-бірманської мовної сім'ї, який проживає переважно в штаті Кая  М'янми. Чисельність понад 530 тис. чол. в штаті Кая і на півночі штату Карен та понад 100 тис. чол. в Таїланді.
В результаті громадянської війни і насильницьких переселень в штаті Кая частина кая переселилася в Таїланд та проживає в прикордонних селах.
Переважно анімісти, рідше — буддисти і християни.
Регулярно організовують свята жертвоприношень духам.
До кая близькі ще дві групи каренів:
- Їнтале — 10 тис. чол. на півдні штату Кая;
- ману (мани, самоназв. пини) — 10 тис. чол. на заході штату Кая.